# Curcuma aeruginosa
Nghệ xanh, nghệ đen, ngải tím, nghệ ten đồng (danh pháp khoa học: Curcuma aeruginosa) là một loài thực vật có hoa trong họ Gừng. Loài này được William Roxburgh mô tả khoa học đầu tiên năm 1810 theo giống cây do Carey đưa về từ Pegu (nay là Bago, Myanmar).

## Từ nguyên
Tính từ định danh aeruginosa là tính từ tiếng Latinh (giống đực: aeruginosus, giống trung: aeruginosum), bắt nguồn từ aerūgō nghĩa là gỉ đồng, ten đồng. Trong tiếng Việt thì chữ ten (Hán-Nôm: 銑) nghĩa là màu xanh đồng, do đồng bị oxi hóa. Ở đây là nói tới màu xanh đồng của ruột thân rễ.

## Phân bố
Loài này có tại Ấn Độ, Bangladesh, Campuchia, Indonesia (Java, Sumatra), Malaysia bán đảo, Myanmar, Thái Lan, Việt Nam. Môi trường sống là rừng, ở cao độ 100–259 m.

## Hình ảnh

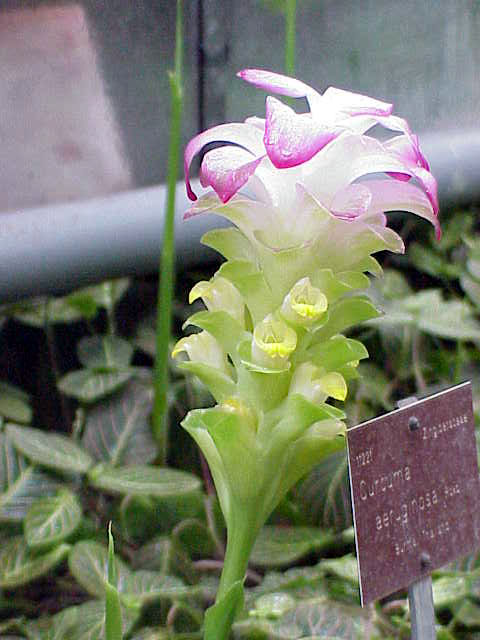

## Mô tả
Thân hành (tác giả muốn nói tới phần thân rễ của loài này) hình trứng, và với nhiều củ chân vịt ruột màu xanh đồng. Lá có cuống, hình mũi mác rộng, phía trên điểm giữa thoảng màu tía nhạt mờ ở mặt trên; mọi phần khác đều màu xanh lục. Hoa nở trong tháng 5, ngay sau khi lá xuất hiện. Nó khác với tất cả các loài Curcuma khác ở chỗ màu sắc bên trong của thân hành màu xanh đồng; trong khi củ nhiều, hình bầu dục, rủ xuống, bên trong có màu ngọc trai nhạt. Cành hoa bên có mào ở loài này cũng giống như ở các loài Curcuma khác. Viền bên ngoài của tràng hoa màu hồng; bên trong màu vàng sẫm. Các lá nhẵn dài 2–3 ft (60–90 cm), các cuống và bẹ lá cũng dài khoảng chừng đó, làm cho chiều cao tổng thể khoảng 4–6 ft (1,2-1,8 m).